# Tate Stevens
Tate Stevens, nome artístico de Stephen "Tater" Eatinger (Belton, 1 de março de 1975), é um cantor americano, conhecido por ter ganho a segunda temporada do programa The X Factor dos Estados Unidos em 2012.